# IC 4361
IC 4361 — спиральная галактика в созвездии Дева. Поверхностная яркость — 13,0 mag/arcmin². Этот объект входит в число перечисленных в оригинальной редакции «Нового общего каталога».